# Rokitno
Rokitno es un pueblo ubicado en la gmina Rokitno, distrito de Biała Podlaska, voivodato de Lublin, Polonia.

## Superficie
Cuenta con una superficie de 30,64 kilómetros cuadrados.

## Demografía
Hasta 2011 la población era de 782 habitantes, con una densidad de población de 25,52 habitantes por kilómetro cuadrado. Estaba conformada por 409 hombres (52,3%) y 373 mujeres (47,7%), según el censo de la Oficina Central de Estadística.